# Єгипетський музей (Турин)
Єгипетський музей в Турині (італ. Museo Egizio) — перший у світі музей, присвячений цивілізації Стародавнього Єгипту.
У 2013 році щоденна британська газета «Таймс» внесла Єгипетський музей в Турині до списку п'ятдесяти найкращих музеїв світу.

## Історія
Історія музейної збірки сягає 1730-х років, коли сардинський король Карл Еммануїл III, в руки якого потрапила вівтарна табличка з храму Ісіди, відправив до Єгипту ботаніка Віталіано Донаті для пошуку єгипетських старожитностей, подібних до цієї.
У 1824 французький єгиптолог Жан-Франсуа Шампольйон, працюючи над папірусами з туринської збірки, оголосив про розшифровку ієрогліфів, і Європу захопила хвиля єгиптоманії. Цього ж року король Карл Фелікс, не економлячи на витратах, придбав для свого музею збірку Бернардино Дроветті, який, представляючи інтереси Наполеона в Каїрі, упродовж багатьох років скуповував єгипетські старожитності.
Протягом XIX століття музей поповнився збірками єгиптолога Ернесто Скіяпареллі, проте з часом музейна колекція стала поступатися за повнотою і значимістю, як збірці Лувру, так і Берлінському Єгипетському музею. Останнім значним поповненням колекції був невеликий храм, вивезений з Нубії в період будівництва Асуанської греблі.
До 2012 музей ділив з картинною галереєю Сабауда колишню будівлю академії наук, збудовану в 1679 за проектом Гваріно Гваріні. Напередодні Зимової Олімпіади в Турині, будівля музею була перебудована, а в 2004 уряд передав контроль над музеєм в руки спеціалізованого приватного фонду.
Після трьох з половиною років реставраційних робіт, 1 квітня 2015 музей відновив свою діяльність. Більш, ніж у два рази було збільшено виставкову площу та обладнано спеціальні місця для навчання. Музей розділено на чотири поверхи (три поверхи над землею і один підземний) із хронологічним маршрутом. Крім того музей обладнаний бібліотекою, приміщеннями для реставрації і вивчення мумій та папірусів. В червні 2015 року музей взяв участь в міжнародній археологічній експедиції до Єгипту.
Єгипетський музей — один з найвідвідуваніших музеїв у Турині. Щорічно тут буває понад півмільйона туристів, а станом на 2015 музей був сьомим серед найбвідвідуваніших місць в Італії із загальною річною кількістю близько 773 тисячі осіб.

## Галерея

Саркофаг Ібі
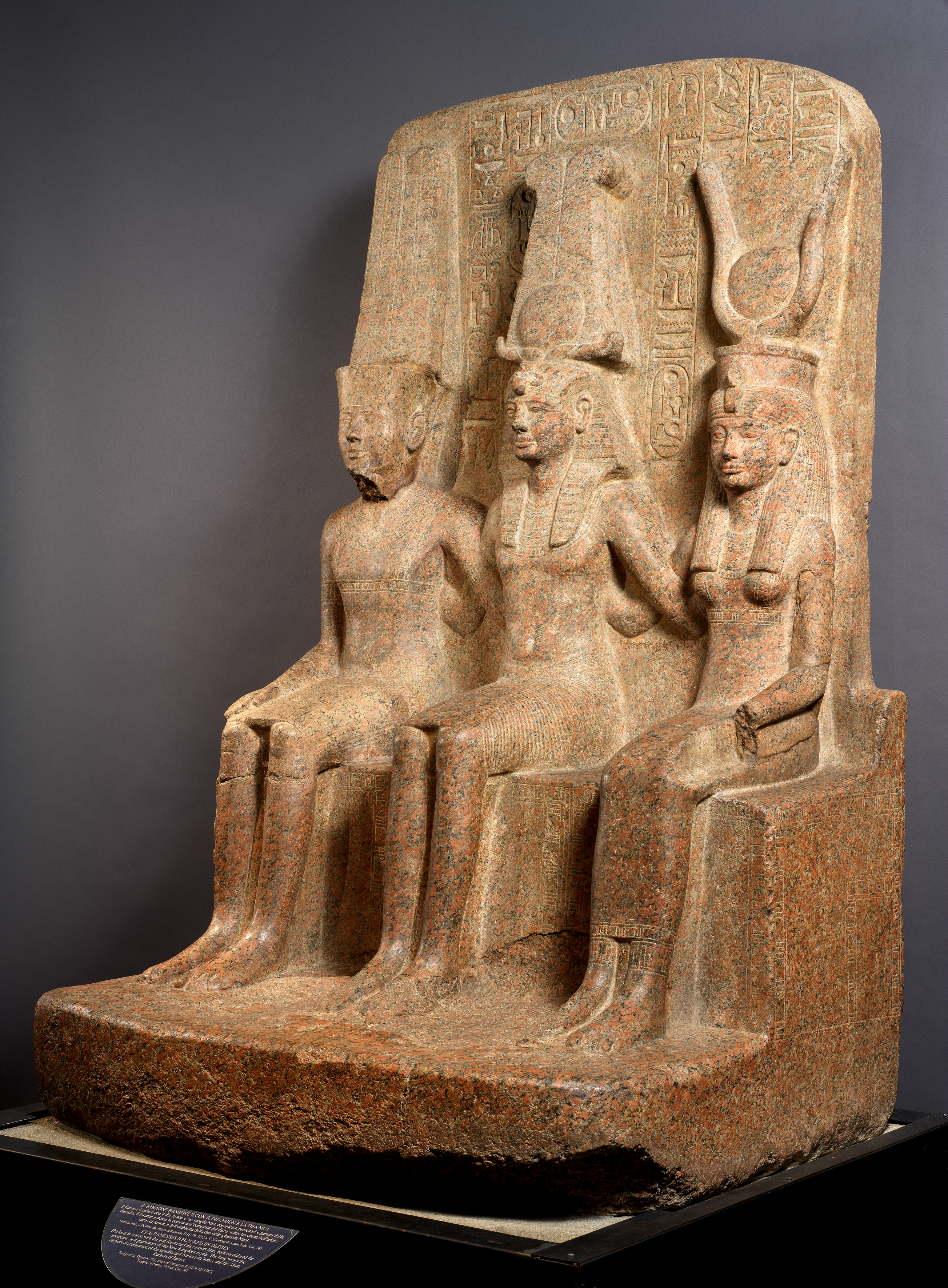
Статуя Рамсеса ІІ з Амоном і Хатхор
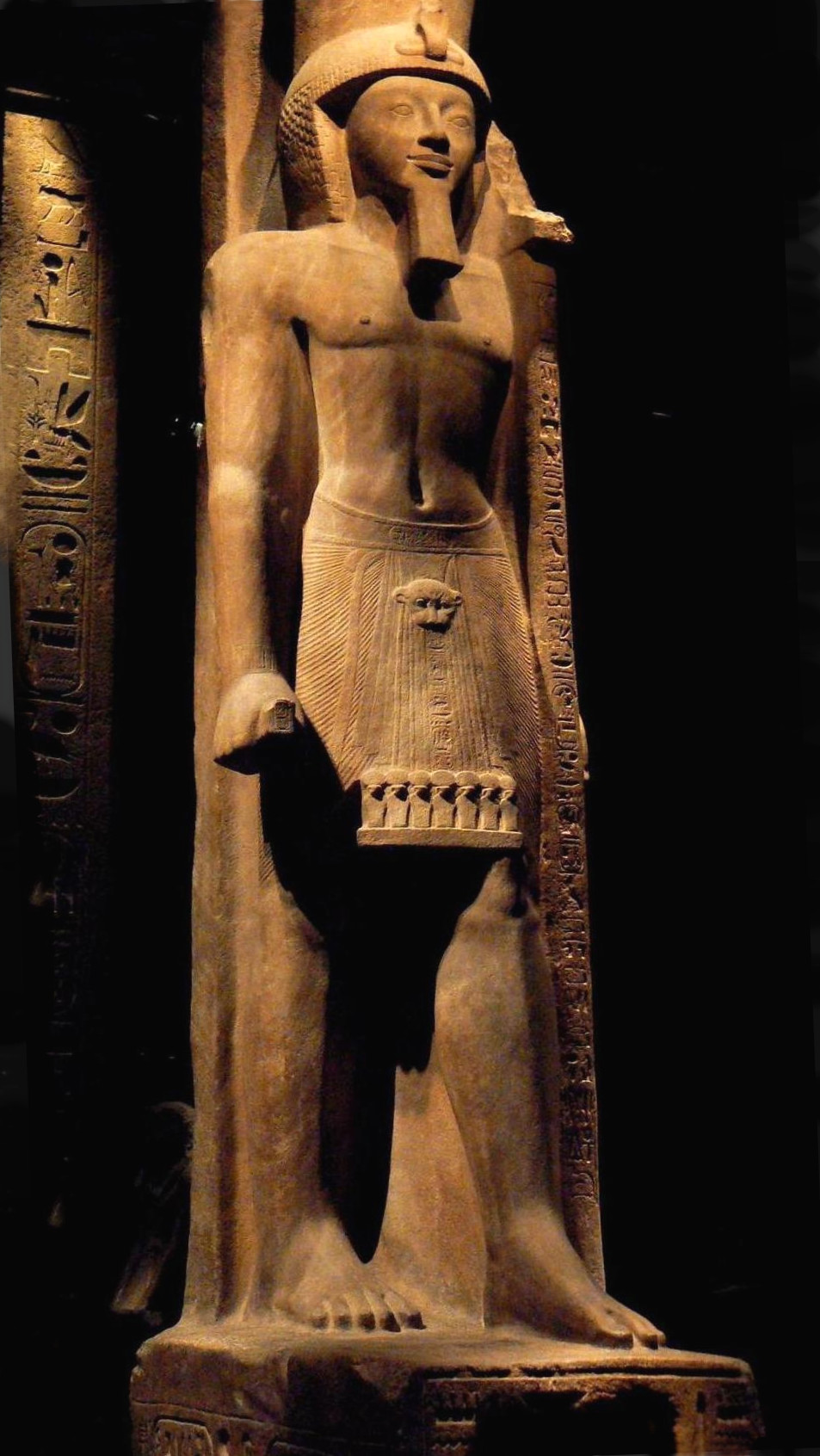
Статуя Сеті II
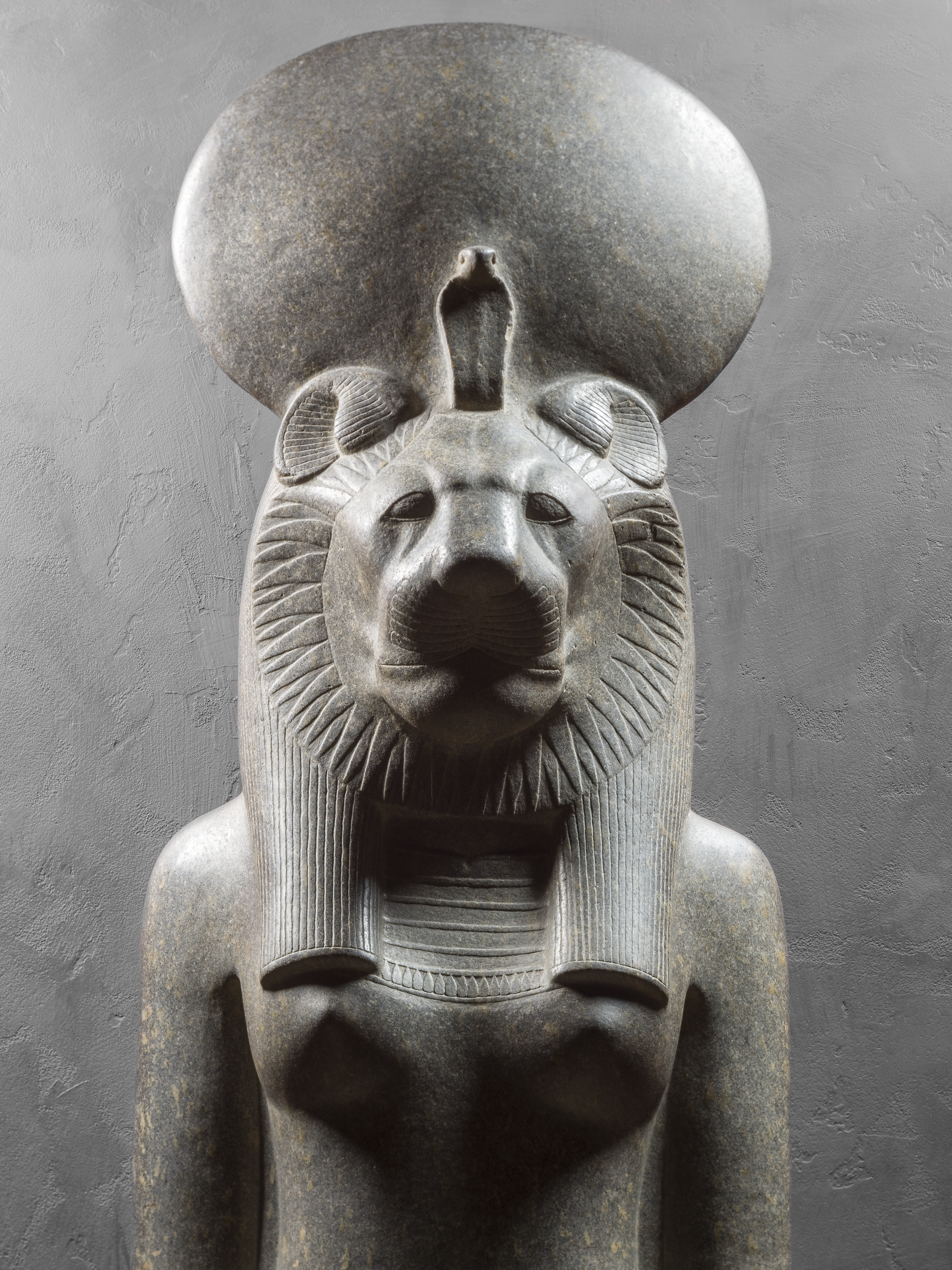
Статуя Сехмет
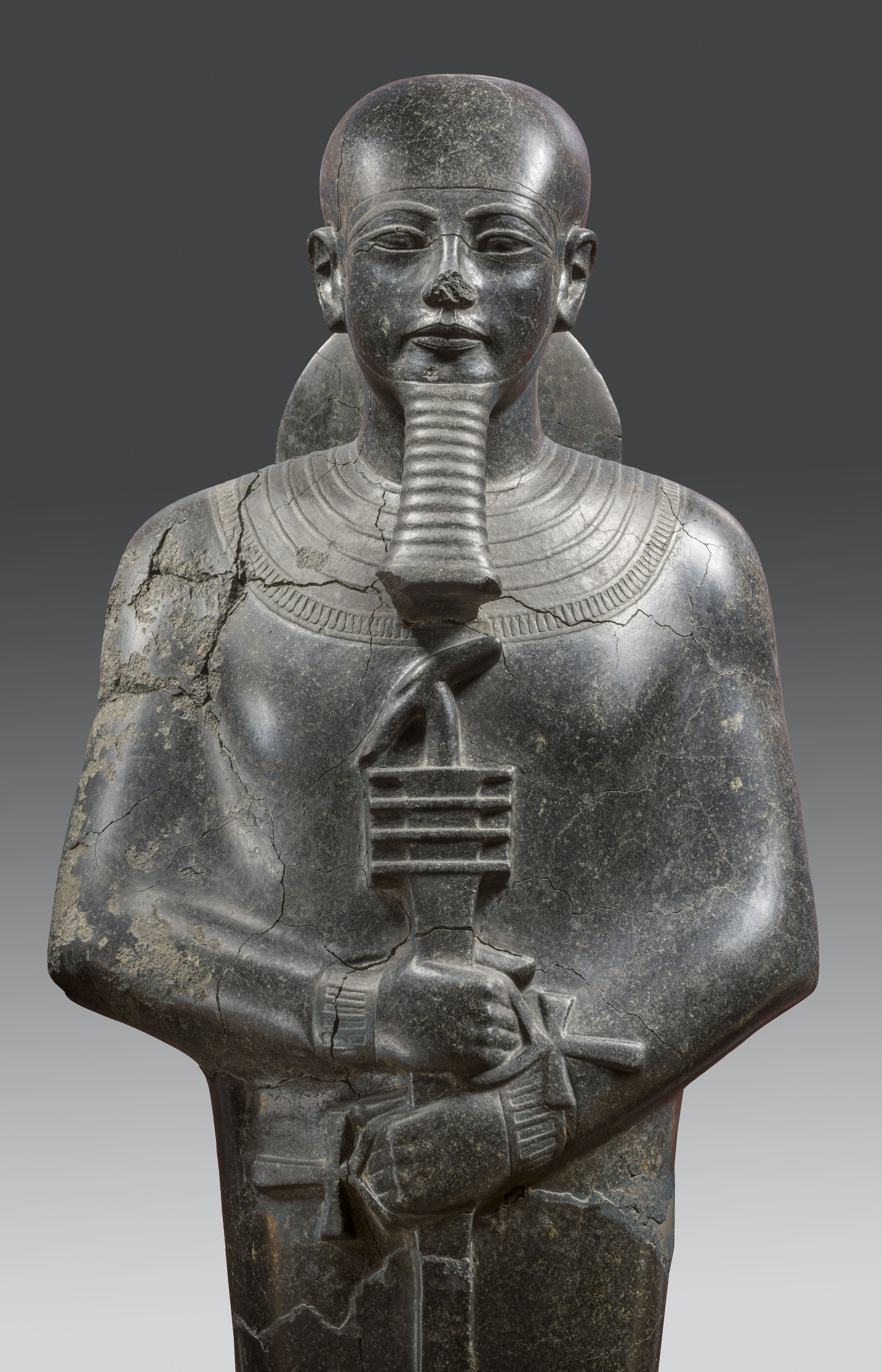
Статуя Пта
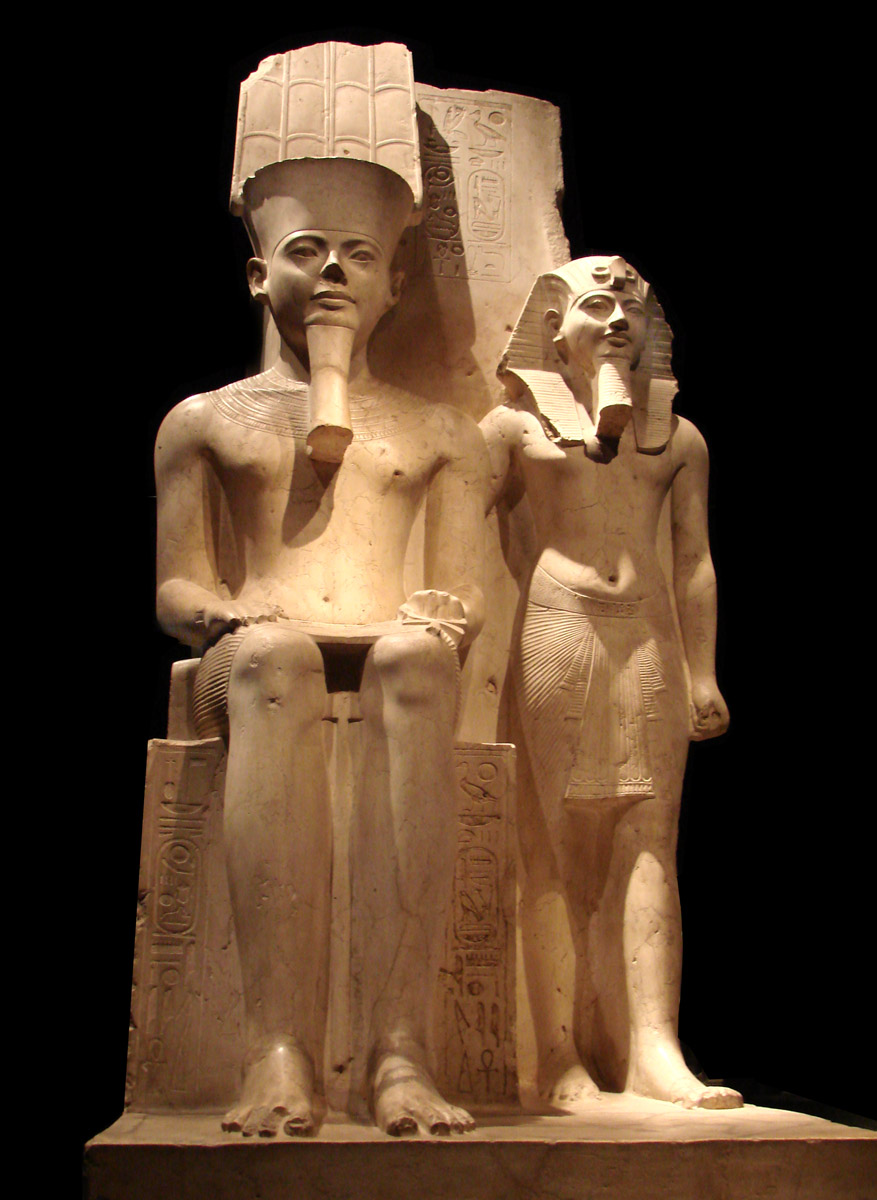
Статуя Хоремхеб з Амоном
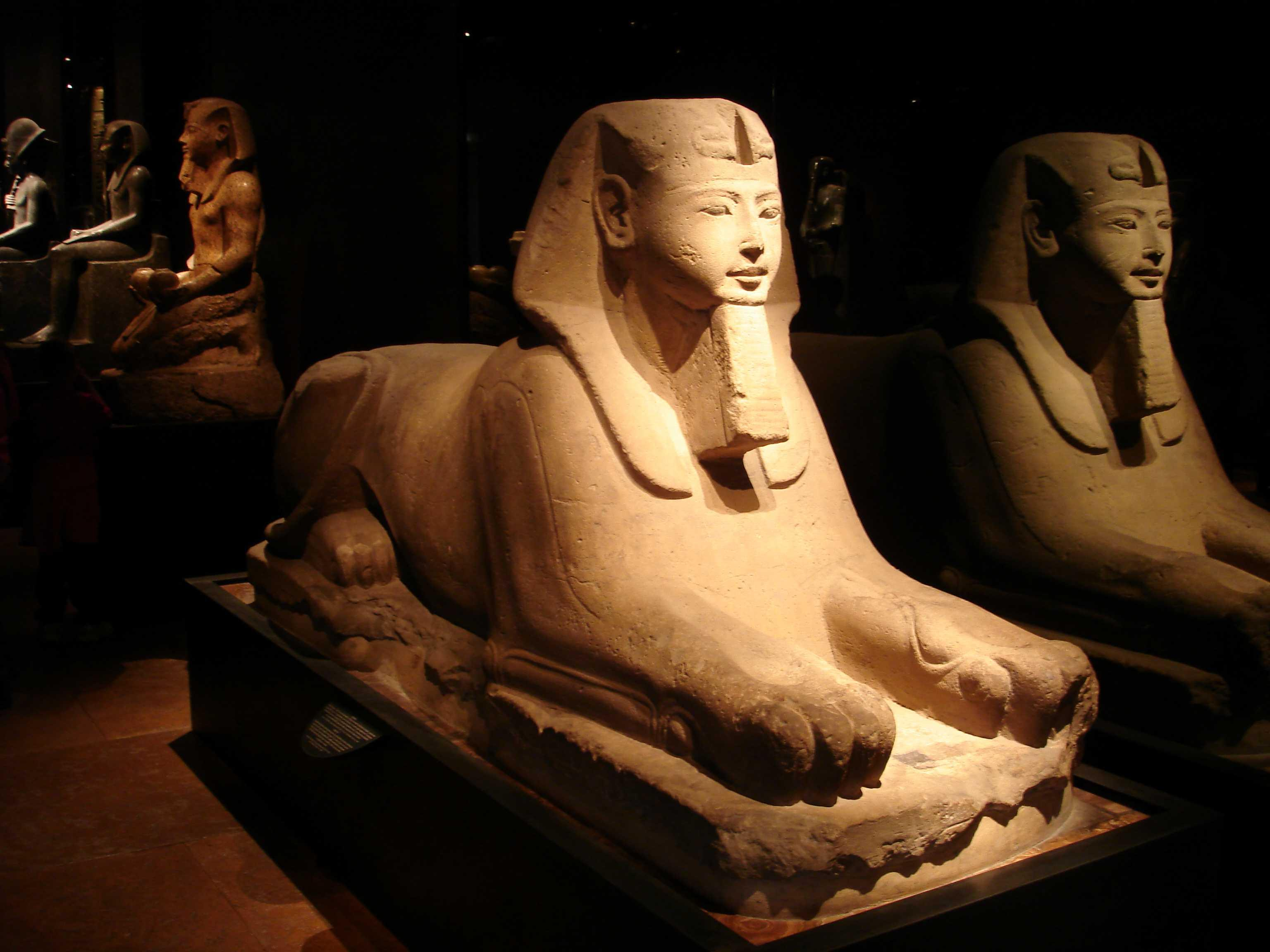
Сфінкс
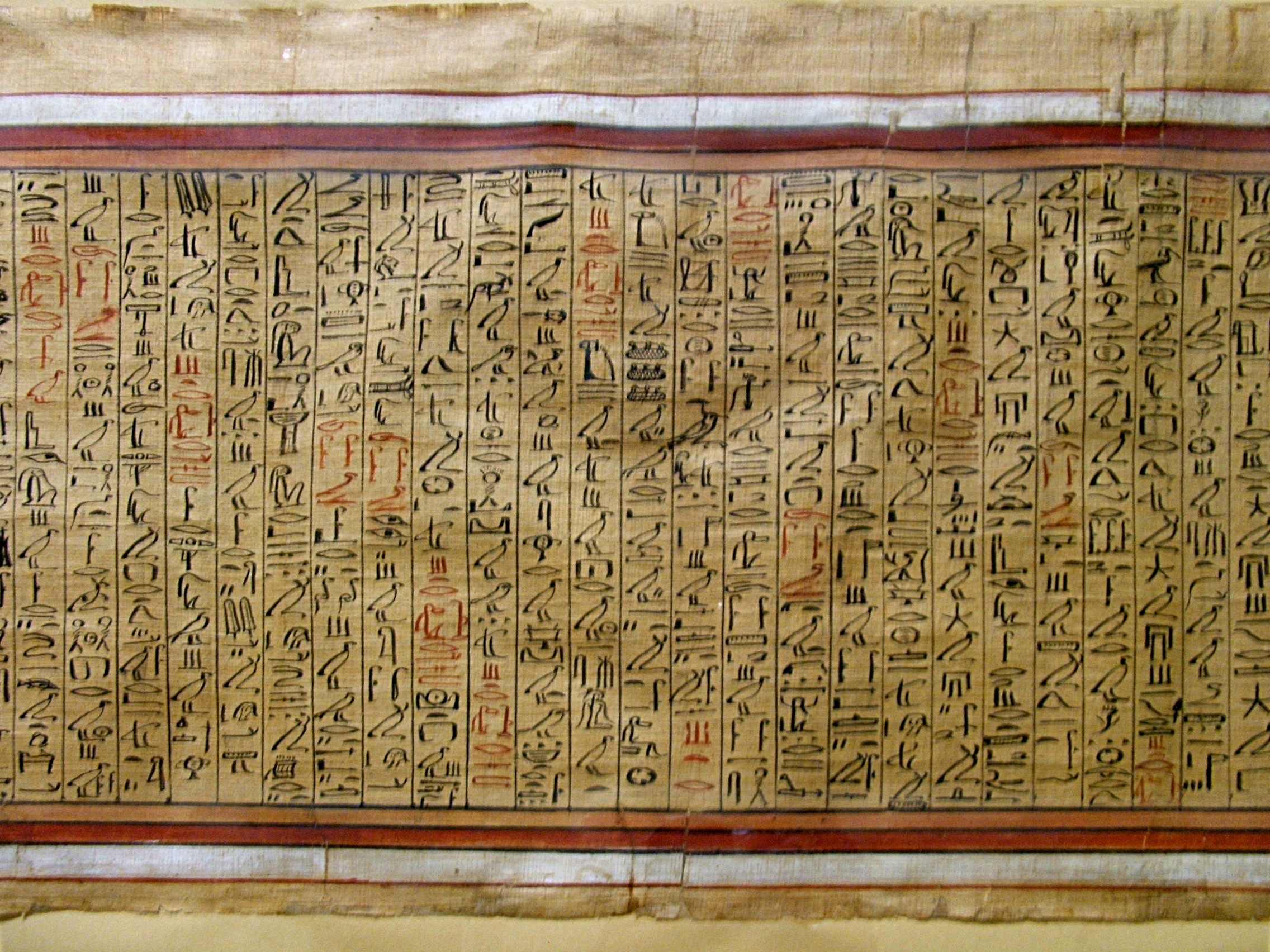
Папірус
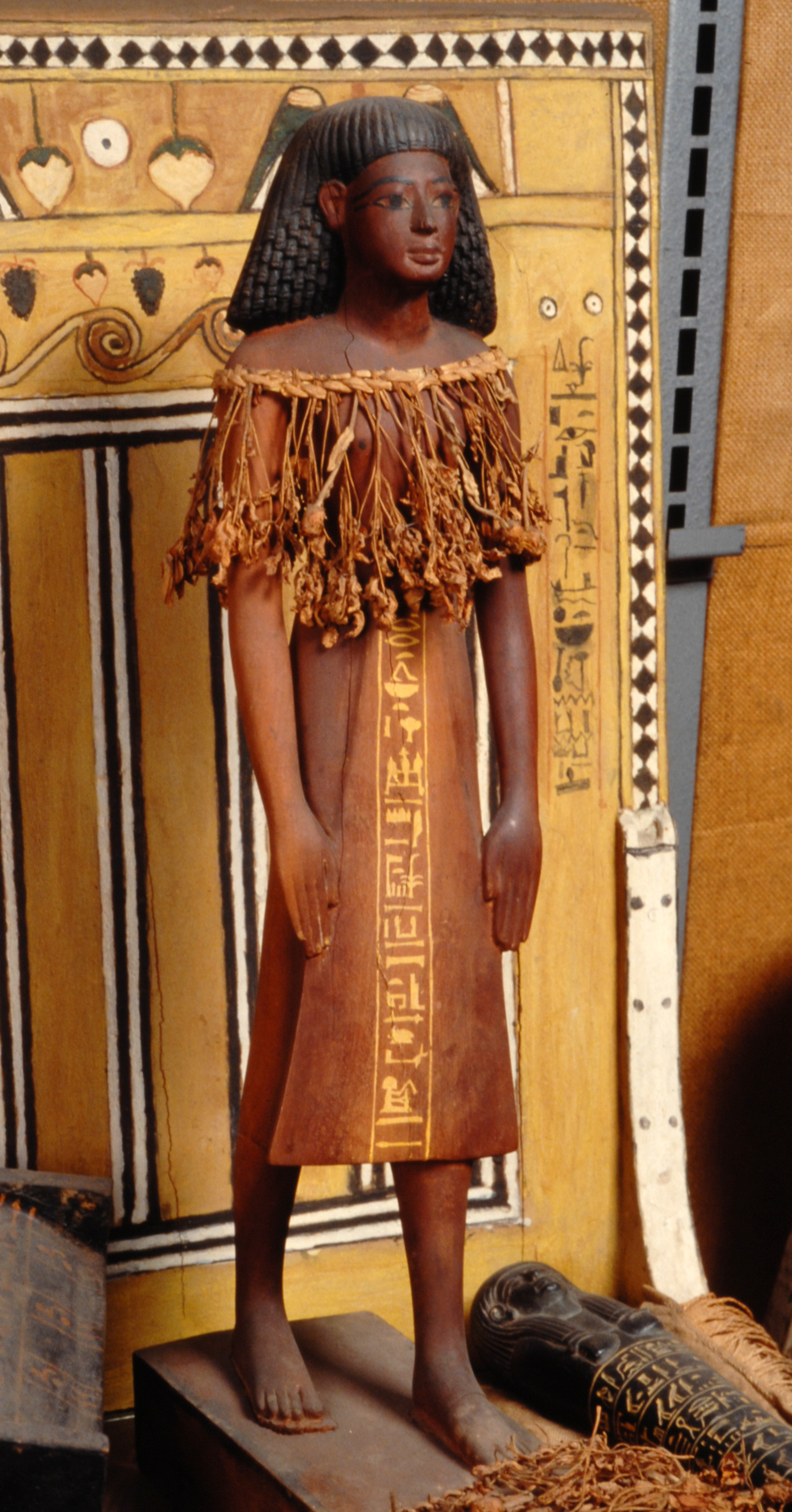
Статуетка Кха
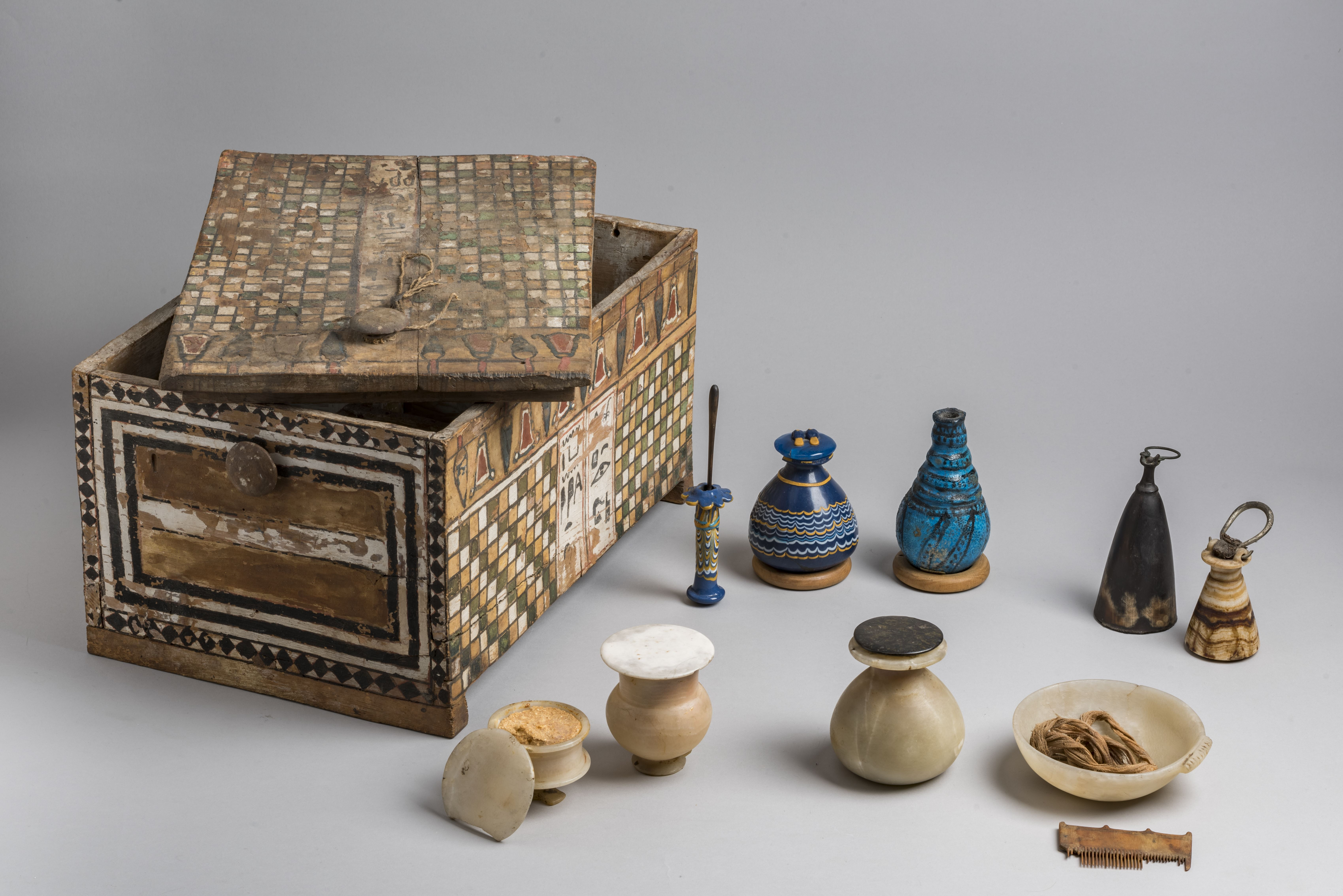
Об'єкти з «Гробниці Кха і Меріт»
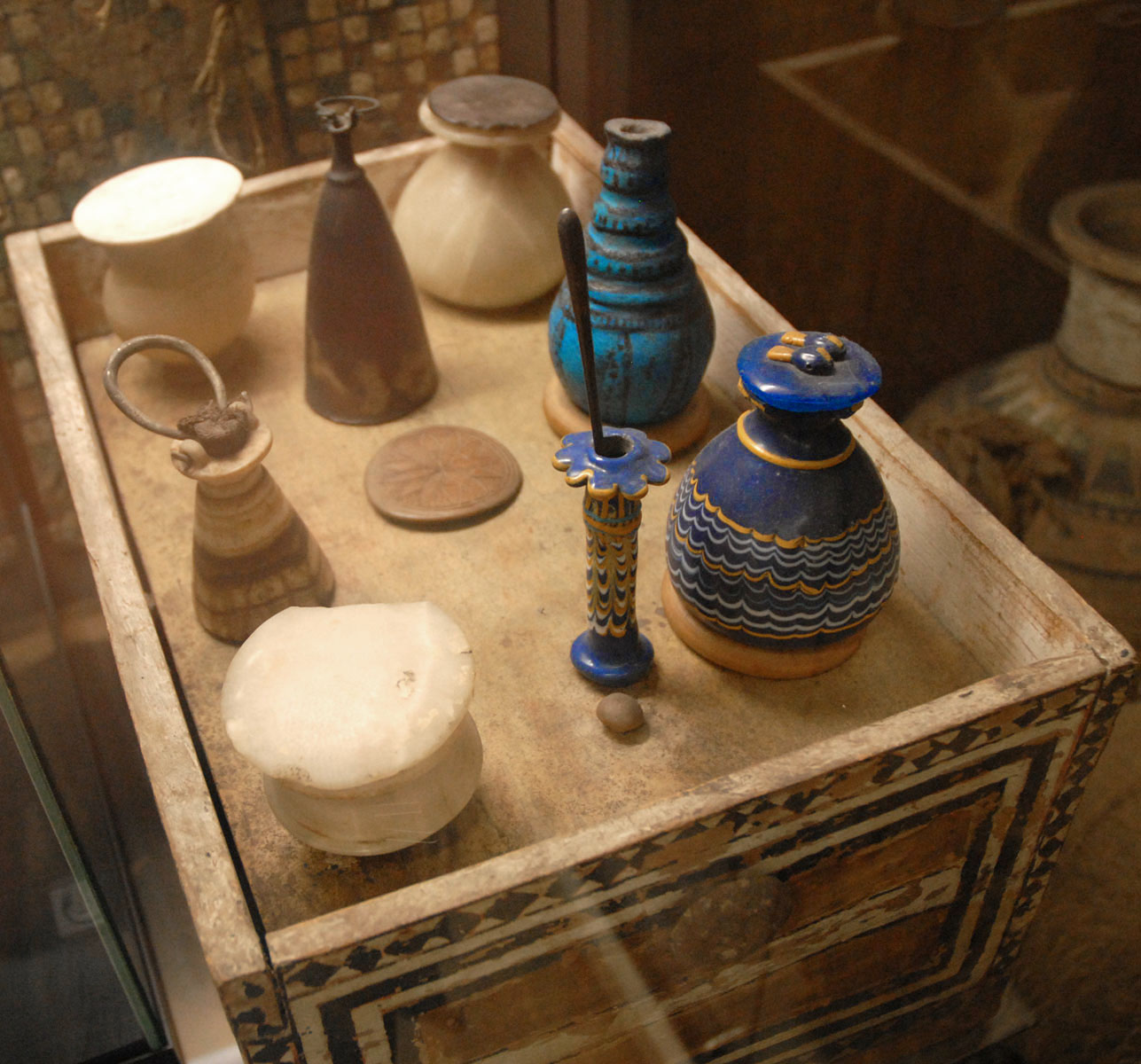
Особисті речі Меріт
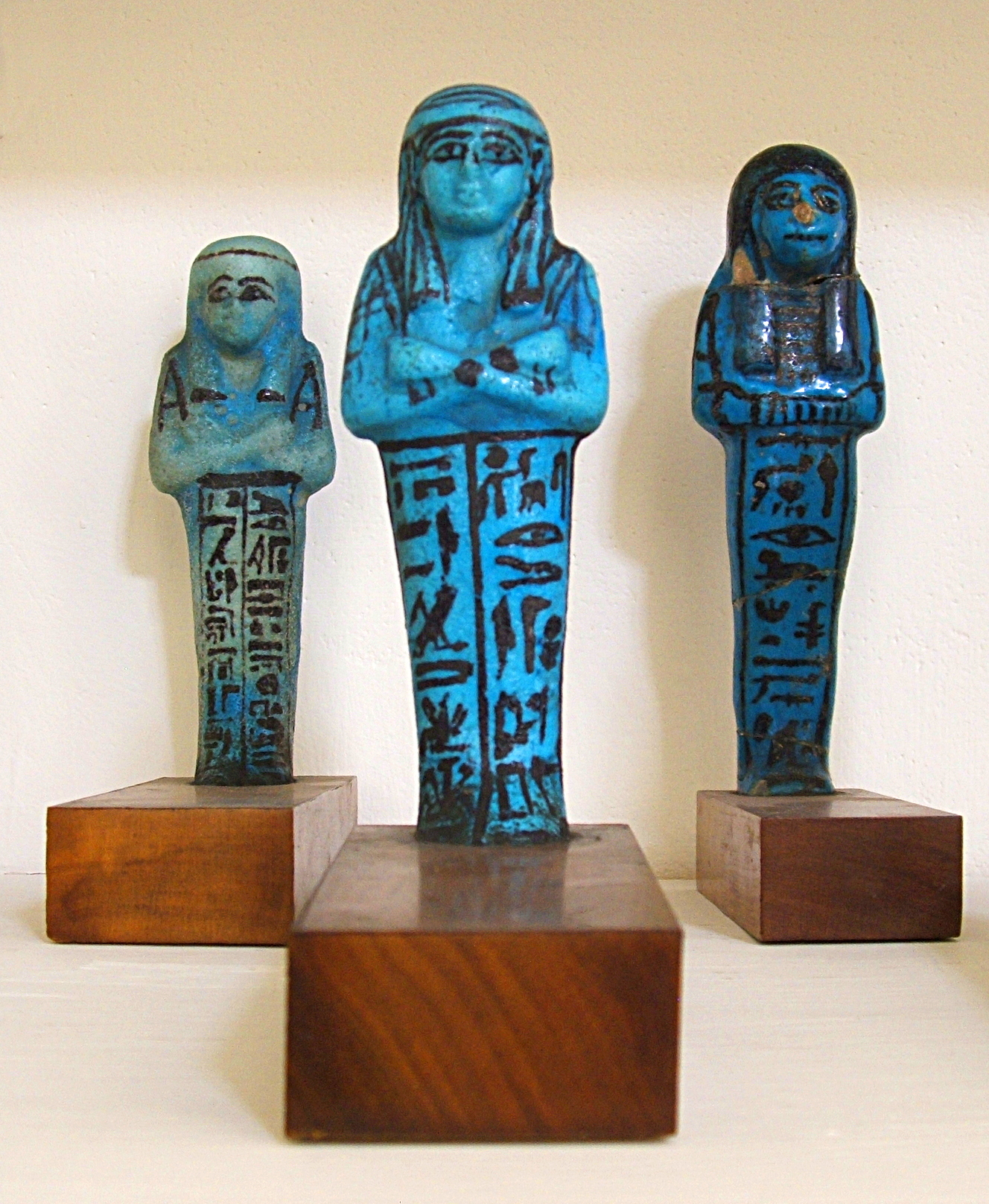
Статуетки
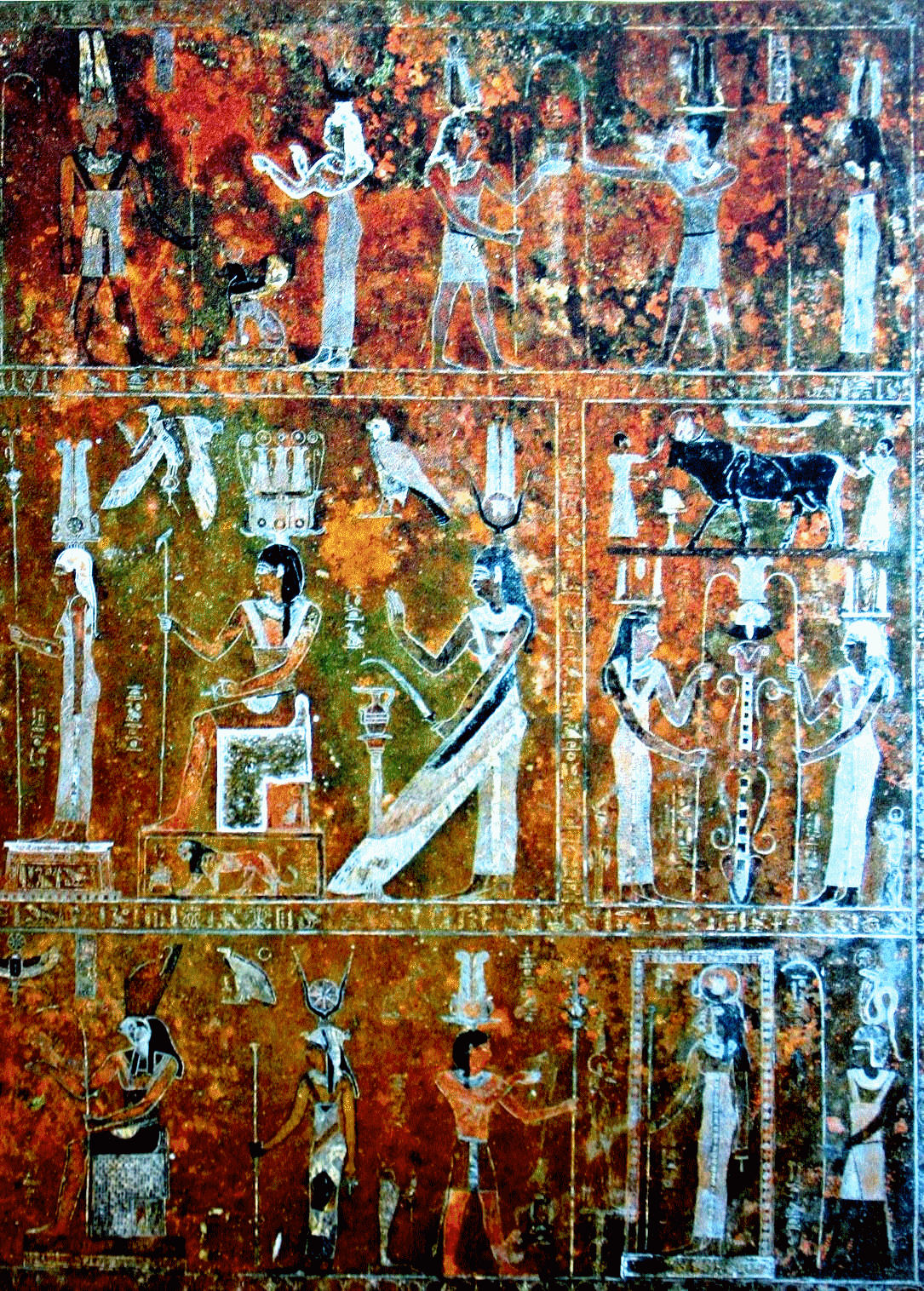
Скрижаль Ізіди (фрагмент)